# 香農島
香農島（丹麥語：Shannon Ø）是格陵蘭東部的島嶼，位於東北格陵蘭國家公園內的格陵蘭海，島嶼長57公里、闊46公里，面積1,466平方公里，是格陵蘭第九大島嶼，島上最高點海拔310米。